# Andoki lándzsakígyó
Az andoki lándzsakígyó (Bothrops asper) a hüllők (Reptilia) osztályának a pikkelyes hüllők (Squamata) rendjéhez, ezen belül a viperafélék (Viperidae) családjához és a gödörkésarcú viperák (Crotalinae) alcsaládjához tartozó faj.

## Előfordulása
Mexikó, Costa Rica, Guatemala, Nicaragua, Honduras, Panama, Ecuador, Kolumbia és Venezuela területén honos.

## Megjelenése
Nagy fejű, izmos állat. Színe barnás-zöldes.

## Életmódja
Hüllőkkel, madarakkal és kisemlősökkel táplálkozik.